# Cordia trachyphylla
Cordia trachyphylla là loài thực vật có hoa trong họ Mồ hôi. Loài này được Mart. mô tả khoa học đầu tiên năm 1839.